# Zimbelstern

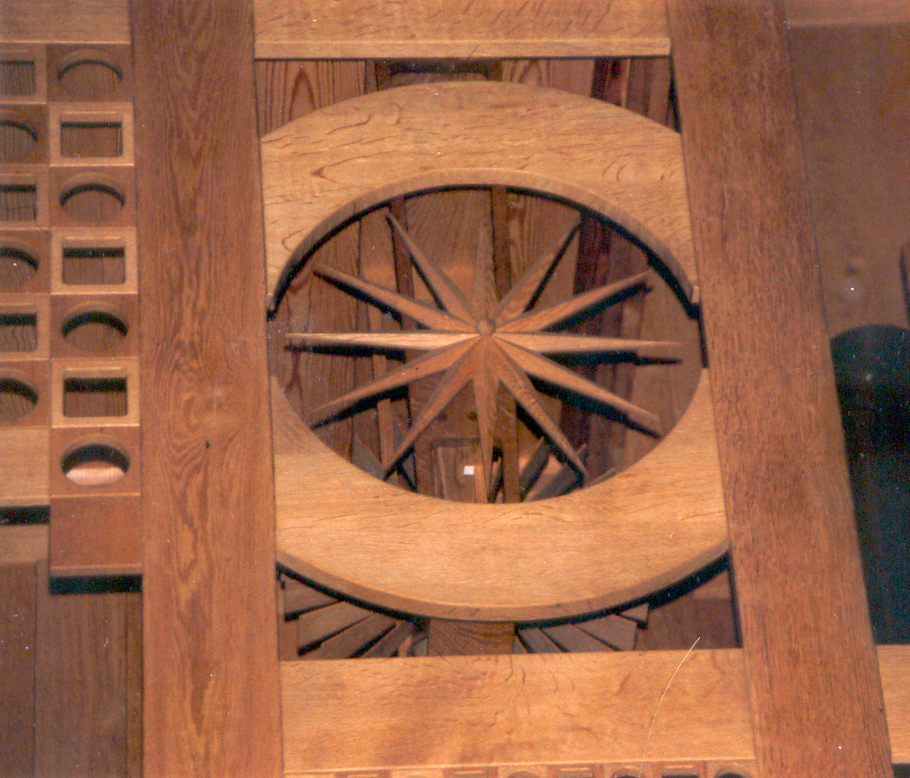
Zimbelstern der Orgel der kath. Pfarrkirche Bruder Klaus in Gundelfingen (Breisgau)

Der Zimbelstern oder Cymbelstern ist ein Effektregister in Orgeln. Zimbelsterne lassen sich seit dem 15. Jahrhundert nachweisen, besonders häufig finden sie sich in Barockorgeln. Es sind auch Instrumente mit zwei oder drei Zimbelsternen anzutreffen.

## Komponenten und Funktionsweise
Bei einem Zimbelstern handelt es sich um ein Effektregister, das in der Regel aus zwei Komponenten besteht: einem klingenden Spielwerk und bis zu drei rotierenden Sternen aus Metall oder bemaltem Holz. Das Spielwerk besteht aus einer kleinen Anzahl von Glöckchen, Schalenglocken oder Klangstäben, den Zimbeln. Es befindet sich in aller Regel unsichtbar innerhalb der Orgel.
Die zweite Komponente des Effektregisters ist der mit dem Spielwerk verbundene eigentliche Zimbelstern im Prospekt. Von außen ist nur dieser sichtbar.
Die Inbetriebnahme des Zimbelsterns erfolgt vom Spieltisch der Orgel aus, mittels eines speziellen Registerzuges. Wird das Register aktiviert, erklingen aus der Orgel die Zimbeln, während nach außen sichtbar der Stern rotiert.

## Typen und Antrieb

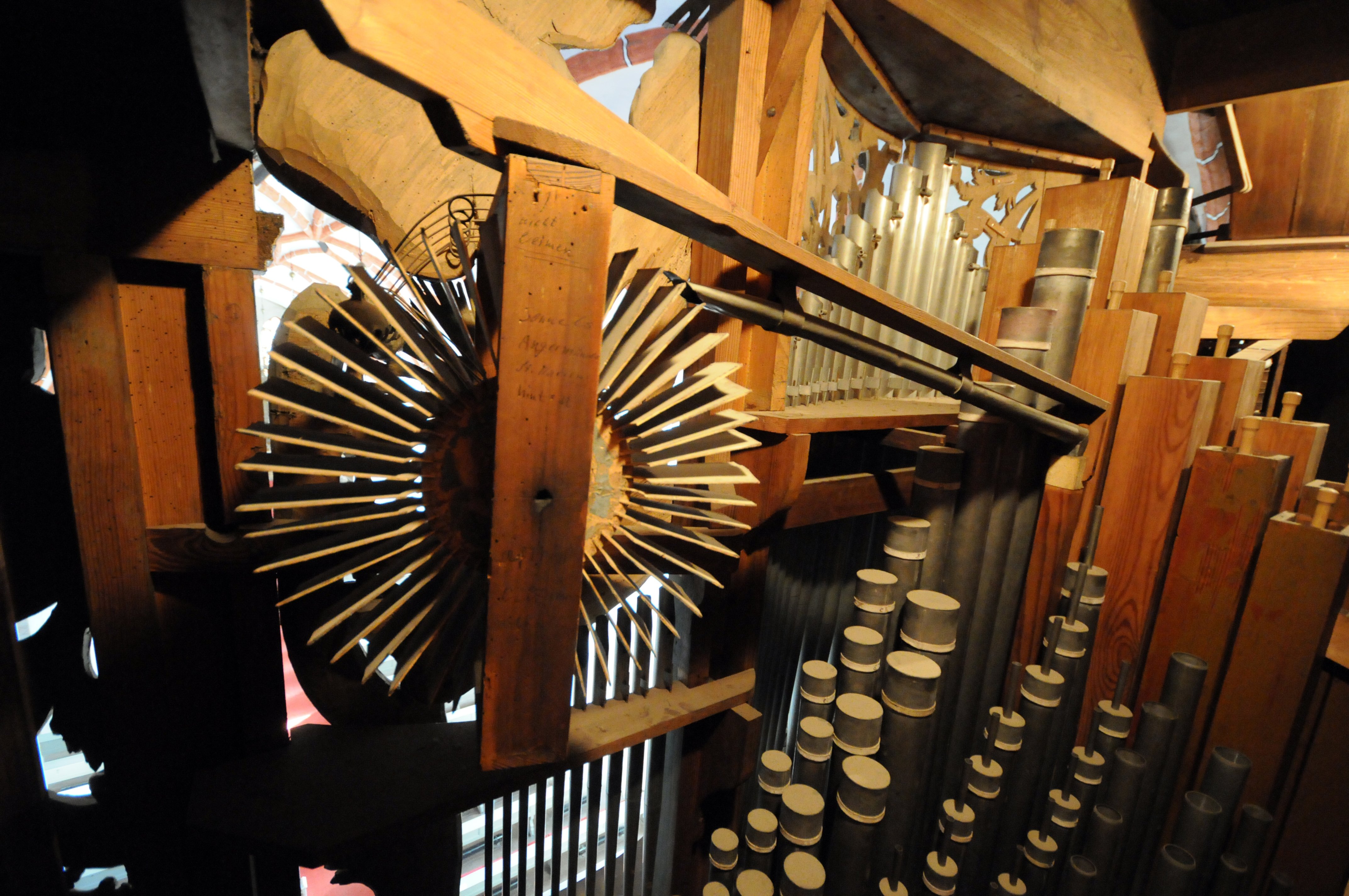
Ein mit Spielwind angetriebenes Rad eines Zimbelsterns (Marienkirche Angermünde)

Es gibt unterschiedliche Typen bzw. Bauweisen für ein solches Effektregister.

### Zimbeln
Als Zimbeln werden herkömmlich entweder Krallenglöckchen, Glöckchen oder Klangschalen verwendet. Sie sind häufig aus Bronze gefertigt, teilweise auch aus Messing bzw. anderen Metallen. In modernen Zimbelsternen werden stattdessen in letzter Zeit Klangstäbe eingesetzt.

### Herkömmliche Bauweise
Bei den herkömmlichen Klanginstrumenten handelt es sich um eine Holzkonstruktion mit einer rotierenden Achse, die entweder traditionell durch einen Luftstrom angetrieben wird, der aus der Windlade abgeleitet ist, oder in neuerer Zeit durch einen kleinen Elektromotor.
Die älteste Bauweise eines Zimbelsterns verwendet in der Regel Krallen- bzw. Klauenglöckchen. Die Schellen sind direkt an der Achse angebracht, und zwar „rundherum“ um die Achse. Rotiert die Achse, erklingen die Glöckchen unregelmäßig. Die Glöckchen weisen in der Regel keine bestimmte (definierte) Tonhöhe auf; ihr Klang ist relativ mild und mischt sich problemlos mit dem Klang der Pfeifen.
Um 1700 kam eine neue Bauweise auf, bei der Glöckchen bzw. Klangschalen (Schalenglocken) mit genauen Tonhöhen eingesetzt wurden. Die Zimbeln befinden sich nicht auf der Achse, sondern sind abseits davon nebeneinander fest eingebaut und werden mit Hämmerchen angeschlagen, die von der rotierenden Achse bewegt werden. Die Glöckchen (Schalen) sind meistens auf einen bestimmten Dur-Akkord gestimmt und daher nicht in jeder Tonart problemlos zu gebrauchen.
Andreas Werckmeister empfahl 1698: „In einem Cymbel-Sterne können auch, wo man es haben kann, die Cymbel Glöcklein einen gewissen mit dem Werk übereinstimmend concent geben als c e g c & c. So müssen dieselbe auch fein helle und nicht nach Kuh-Schellenart, wie man zuweilen höret, Singen und Klingen.“
Jakob Adlung schrieb 1758: „Cymbel […] ist bisweilen der Sternzug, wodurch einige von Glockenmetall gegossene Cymbeln ein angenehmes, doch unordentliches Geräusch zusammen machen, wenn durch den eingelassenen Wind das Windrad die selbigen in Bewegung setzt. Heut zu Tage wollen auch die Bauern an deren Stelle lieber den Accord C oder G von gegossenen Glocken hören, weil die mehrsten Chorale können aus diesen Tonarten gesungen werden.“

### Neuere Bauweisen
Bei manchen neueren Bauweisen erfolgt der Anschlag der Glöckchen mit elektronischer Einzelsteuerung unabhängig von einem äußeren rotierenden Stern. Dabei lassen sich die erklingenden Glöckchen auswählen und die Reihenfolge des Anschlages als Klangmelodie elektronisch vorprogrammieren.
Bei einer anderen Bauform werden Klangstäbe kreisförmig hängend angebracht. In deren Mitte rotiert eine senkrechte Achse mit einem Finger, der die Klangstäbe anstößt, die dann aneinanderschlagen.
In der Orgel des Mariendoms Linz besteht das Register aus einer Anzahl Triangeln im Rückpositiv, die angeschlagen werden. Ein normaler Zimbelstern wurde dort aufgrund der Größe und Akustik des Raumes als ungeeignet angesehen.

## Einsatz
„In etzlichen Orgeln, hat man die  Cymbel-Glöcklein, welche zum vollen Chor gezogen, gar lieblich, schön, anmutig gehört werden, auch wol bißweiln, da sie nicht gar zu starck klingen, wenn die Knaben allein singen, wie dann ein jeder Musicus und Organist selbsten in seiner Kirchen, die gelegenheit sehen, und der sachen besser und weitter nachdencken kan.“

Der Einsatz des Zimbelsterns erfolgt in aller Regel gleichzeitig mit dem Orgelspiel und verleiht gerade einer triumphalen Orgelmusik einen weiteren zusätzlichen (von vielen als feierlich empfundenen) Akzent.
Klassischer Einsatzbereich ist insbesondere die letzte Strophe des Weihnachtsliedes O du fröhliche, weshalb das Register unter Organisten scherzhaft auch „Zimtstern“ genannt wird.